# Queenstown (New Zealand)
 For alternative betydninger, se Queenstown. (Se også artikler, som begynder med Queenstown)
Queenstown er en by i Otago regionen på Sydøen i New Zealand. Queenstown har omkring 8.500 indbyggere og er et yndet turistmål for både New Zealændere og udlændinge. Byen ligger ved søen Lake Wakatipu og er omgivet af hele 3 floder; Dart River, Shotover River og Kawarau River.
Byen er mest af alt kendt for sine mange forskellige forlystelser og bliver ofte benævnt som actionbyernes hovedstad. Det betyder, at byen i perioder vokser til mere end dobbelt størrelse. Den blev grundlagt i 1860'erne af guldgravere, der opdagede guld i den nærliggende Shotover River. Det medførte naturligvis en pludselig tilstrømning af guldgravere fra hele verden og ret hurtigt var Queenstown en decideret by med hoteller, gader og butikker. Da guldet forsvandt, forsvandt indbyggerne også og omkring år 1900 var indbyggertallet dalet fra flere tusinde til 190. 
Byen er ikke kun et yndet turistmål om sommeren, men også et sted for skisportsentusiaster, da der er hele 4 gode skisportssteder i området; The Remarkables, Cardrona, Treble Cone og Coronet Peak. Byen er et af de mest benyttede rejsemål for skirejsende New Zealændere, men også mange udlændinge finder hertil. 
Der findes mange forskellige forlystelser i Queenstown og mange backpackere lægger vejen om af byen for at få en masse oplevelser på deres tur rundt i landet. Blandt andet var det her elastikspring blev opfundet af New Zealænderen A. J. Hackett og det første kommercielle sted til elastikspring ligger tæt ved byen og udføres fra broen Kawarau Bridge. Derudover kan man prøve Bungyrocket, River Surfing, Paragliding, Faldskærmsudspring, Jet Boating, Vandski og mange, mange flere ting.
45°01′52″S 168°39′45″Ø / 45.0311°S 168.6625°Ø